# 泽基·瓦利迪·托甘

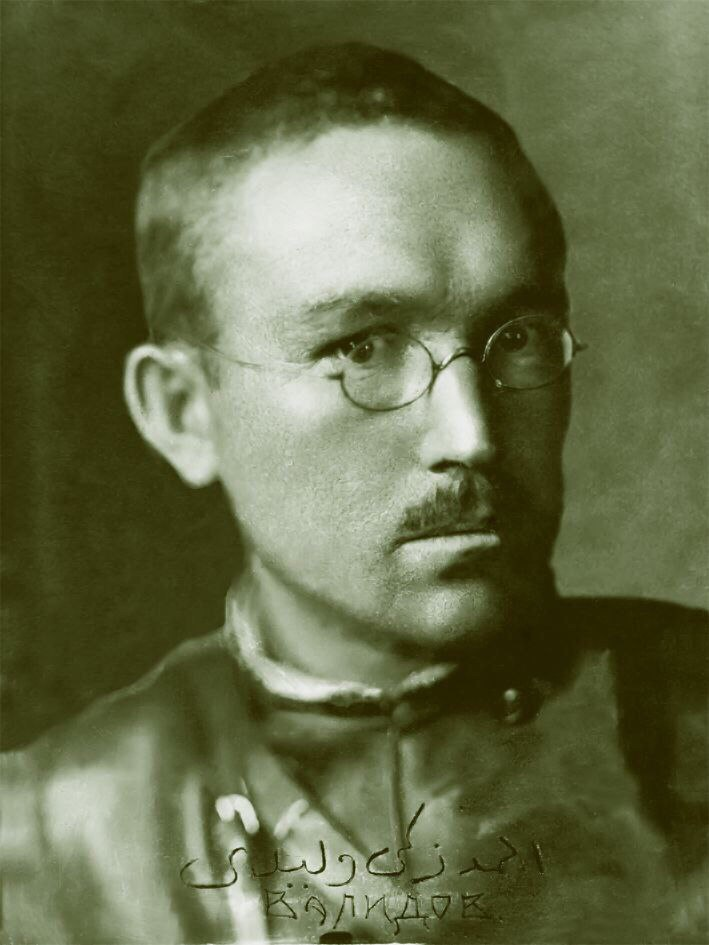

艾哈迈德扎基·瓦利迪·托甘（有時亦稱為Validi，1890年—1970年），巴什基爾人，是一位歷史學家（突厥学家），也是巴什基爾自由革命運動領導人。

## 生平
他出生時的名字是Äxmätzäki Wälidi（ev） Äxmätşa ulı （Вәлиди（Вәлидов） Әхмәтзәки Әхмәтша улы）。在他移民至土耳其後，其名字按土耳其语拼写為 Zeki Validi Toğan （即泽基·瓦利迪·托甘，在當時按照這兩種語言的阿拉伯文寫法，兩者並無分別）。
1912年至1915年他在喀山的伊斯兰学校教書。1915年至1917年他弃教从政，在俄罗斯國家杜馬中支持伊斯蘭主義。1917年11月至12月间他於奧倫堡組識了巴什基爾議會，并出任主席，宣布巴什库尔季斯坦自治。
1918年至1919年間，他的巴什基尔軍隊主要在哥萨克首领杜托夫的指挥下進行戰鬥，其後加入海軍司令高爾察克麾下與俄國布爾什維克的軍隊戰鬥。但當苏俄答允容許巴什基爾人享有自治權後，他轉而與布爾什維克的軍隊並肩作戰。
1919年2月至1920年6月间，他出任巴什基爾革命委員會主席。此時他感到布爾什維克已然背棄諾言，對其不存希望，故此將其基地移至中亞。
在土耳其斯坦，他參与领导了該地的反苏联政治运动——巴斯马赤。1920年至1923年他是“土耳其斯坦国家聯盟”之主席。1923年，他在伊朗伊斯法罕发现了10世纪学者伊本·法德蘭的手記，之后他迁居土耳其，退出政治生活。
1925年起，泽基·瓦利迪·托甘居住於土耳其並成為伊斯坦布尔大學的教授，於1935年取得維也納大學的哲學博士學位。其後他於1935年至1937年間作為教授任教於波恩大學，於1938年至1939年間成為格丁根大學之教授。1953年，他成為伊斯坦布尔大學穆斯林世界研讀會的發起者。1967年，他獲曼徹斯特大學頒授榮譽博士學位。
同時，他亦為突厥民族百科全書作出貢獻。他撰写的有關文化，語言及突厥诸民族歷史的文章被翻譯成多種語言。